# Природне джерело (пам'ятка природи)
Приро́дне джерело́ — гідрологічна пам'ятка природи місцевого значення в Україні. Розташована в межах Рівненського району Рівненської області, при північно-східній околиці села Хотин. 
Площа 0,3 га. Статус надано згідно з рішенням облвиконкому від 22.11.1983 року № 343. Перебуває у віданні Шпанівської сільської ради. 
Статус надано для збереження джерела природного походження з чистою водою. Джерело розташована на стрімкому лівобережному схилі долини річки Горинь. 